# Tirups kyrka
Tirups kyrka är en kyrkobyggnad i Tirup cirka 5 km väster om Svalöv. Den tillhör Svalövs församling och Svalövsbygdens pastorat i Lunds stift. Den 14 juli 1677 stod slaget vid Landskrona intill kyrkan.

## Kyrkobyggnaden
Kyrkan byggdes på 1100-talet. Den gavs ett tidstypiskt romanskt utseende med långhus, lägre och smalare kor samt absid i öster. Kyrkan försågs med nord- och sydportaler. Den byggdes av gråsten med sockel och omfattningar runt muröppningar av sandsten. Under senmedeltiden byggdes ett vapenhus framför sydportalen och kyrkan fick tegelkryssvalv.  Av de äldsta delarna finns mycket lite kvar. 1843 var kyrkan i dåligt skick med sprickor i valven och risk fanns för ras. Folkökningen krävde också en större kyrka. Det gamla koret och absiden revs. Långhuset förlängdes och fick en avslutande korrundel. Kryssvalven revs och ersattes av putsade trätunnvalv. Nya större fönster sattes in. Förmodligen murades nordportalen igen nu. Det saknas ritningar från denna ombyggnad och arkitekten är okänd.
År 1677 ritade Erik Dahlberg en bild i samband med slaget vid Landskrona. Teckningen visar kyrkans långhus, det lägre och smalare  koret och absid. Fasaderna är oputsade. Den gamla kyrkan ses också på Johan Philip Lemkes oljemålning av Slaget vi Landskrona 1677.
En sakristia inreddes 1781. 1788 lades golven om med tegel, klockstapeln kläddes med brädor, kyrkan putsades och kalkvittades.
Tornet uppfördes 1865. Södra vapenhuset revs och sydportalen murades igen, stenen återanvändes till tornbygget. Långhusets västgavel revs med samma bredd som det blivande tornet.  Klockan hängdes upp i tornet och klockstapeln på kyrkogården revs förmodligen. Vapenhus inrättades i tornet.  
Domkyrkoarkitekt Theodor Wåhlin renoverade kyrkan 1926.Väggarna fick liksom tidigare målning med mönster av kvaderindelning men i ljusare färg. Dekoren på valven avlägsnades. Inventarier som tidigare varit målade i en gul ekådring målades om till mörk ekådring. Portalerna mot norr och söder påträffades, De markerades som nischer.
Kyrkan har målats med olämpliga färger och putsats med olämpligt bruk. Kvadermålningen målades med  vit plastfärg 1972. Även på fönster har plastfärg använts. Yttre murverket befriades från puts 1985, putsades om och kalkades. Ny exteriör renovering gjordes 2000 med kalkning av fasaderna och ny plåt på torntaket.
2014 renoverades interiören åter.  El- och värmeanläggning byttes ut, väggar och valv putsades och målades. Bänkarna avkortades,  heltäckningsmattor avlägsnades.Nya innerfönster sattes in. Altarväggen sanerades på hussvamp. En modernare ljudanläggning, liksom brand och stöldlarm installerades.

## Inventarier
Kyrkklockan i tornet är av malm, gjuten 1744 av Andreas Wetterholtz i Malmö. Den är dekorerad med bl. a akantusfriser, palmetter och inskriptioner.
Dopfunten är av ek, utförd 1949 av skulptören E Sand. Cuppan är rund med raka sidor och har snidade bilder av Jesus omgiven av barn och änglar. Under cuppan finns en vulst dekorerad med blommor. Foten är avsmalnade uppåt, och står på en fyrkantig platta.  
Predikstolen med baldakin är ritad av F A Nilsson 1874. Skulpturerna är äldre än predikstolen i övrigt.  Till predikstolen leder en trappa, ritad av Henrik Sjöström 1896, med ett räcke av en kolonnettarkad av samma typ som på altarrunden. Predikstolen har fem skulpterade sidor av en åttasidig form. Sidorna är indelade i blåmålade rundbågsfält med skulpturer av Jesus och de fyra evangelisterna. Rundbågarna bärs av kolonner med fyrpassdekorerade kapitäl. Mellan sidorna, i hörnen, står spiralformade kolonner. Predikstolen är ekådrad med listverk och dekor i guld och rött. Baldakinen är åttasidig, under hänger en duva, ovansidan kröns av ett förgyllt klöverbladskors.  
Bänkinredningen saknar dörrar. Den ritades av Henrik Sjöström 1896. Bänkarna är ekådrade, med dekor i rött och blått. Radiatorer finns under bänkarna.
Altarrundeln av ekådrat trä, detaljer i guld och rött, ritades av Henrik Sjöström 1896. Den är rund, uppbyggd av rundbågar.Knä- och handfall är klädda med röd sammet.
Altartavlan är en oljemålning från 1874 av Carl Bloch, professor vid den danska konstakademien. Motivet är Jesus i krubban omgiven av tillbedjande herdar. Ramen är rundbågig, krönt av ett profilerat listverk med trepass. Under bilden finns ett bibelcitat. Tavlan är mittparti i skärmväggen som avskiljer sakristian. och är en gåva av prosten Elof Quiding. .

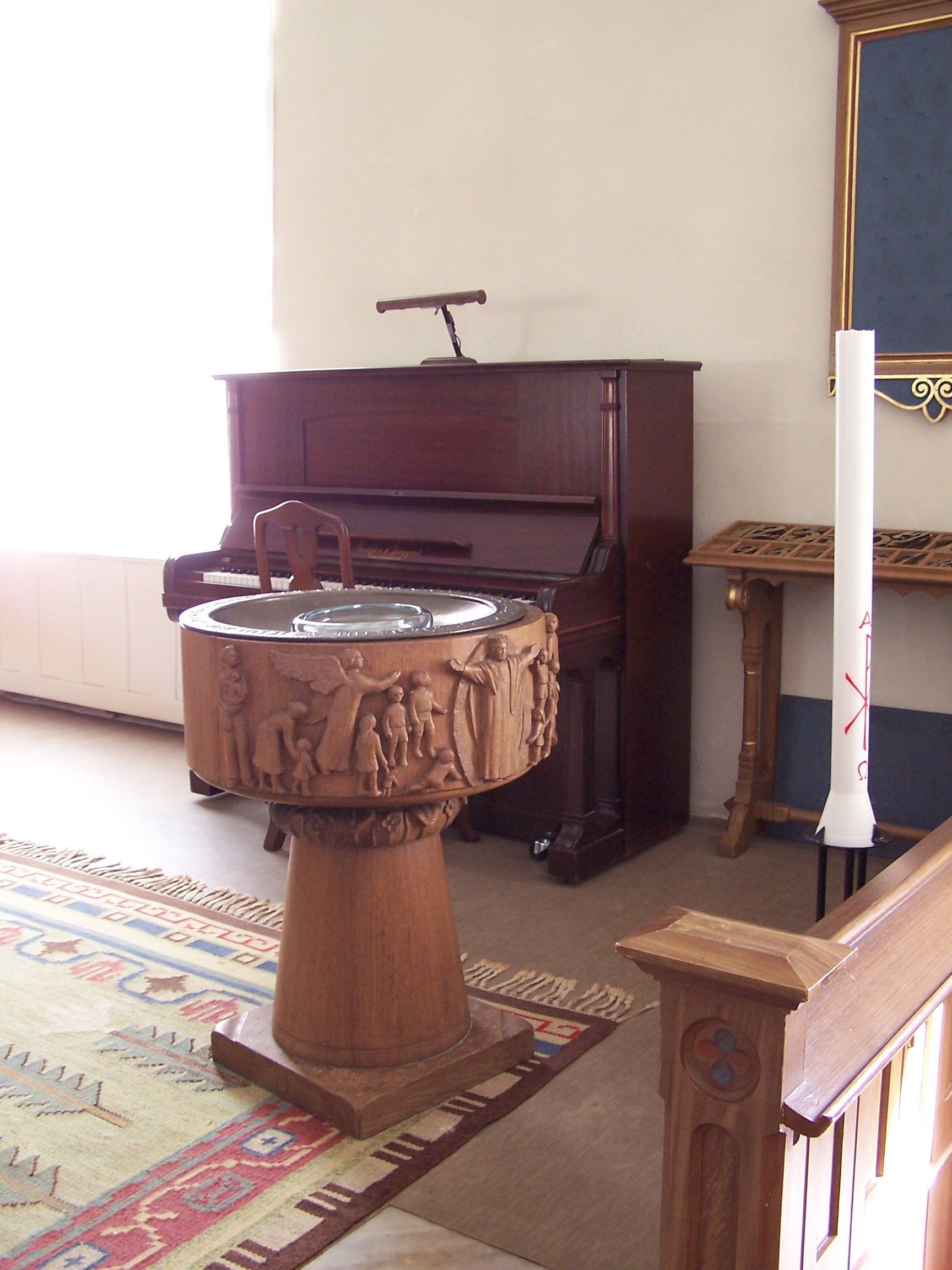
Dopfunten
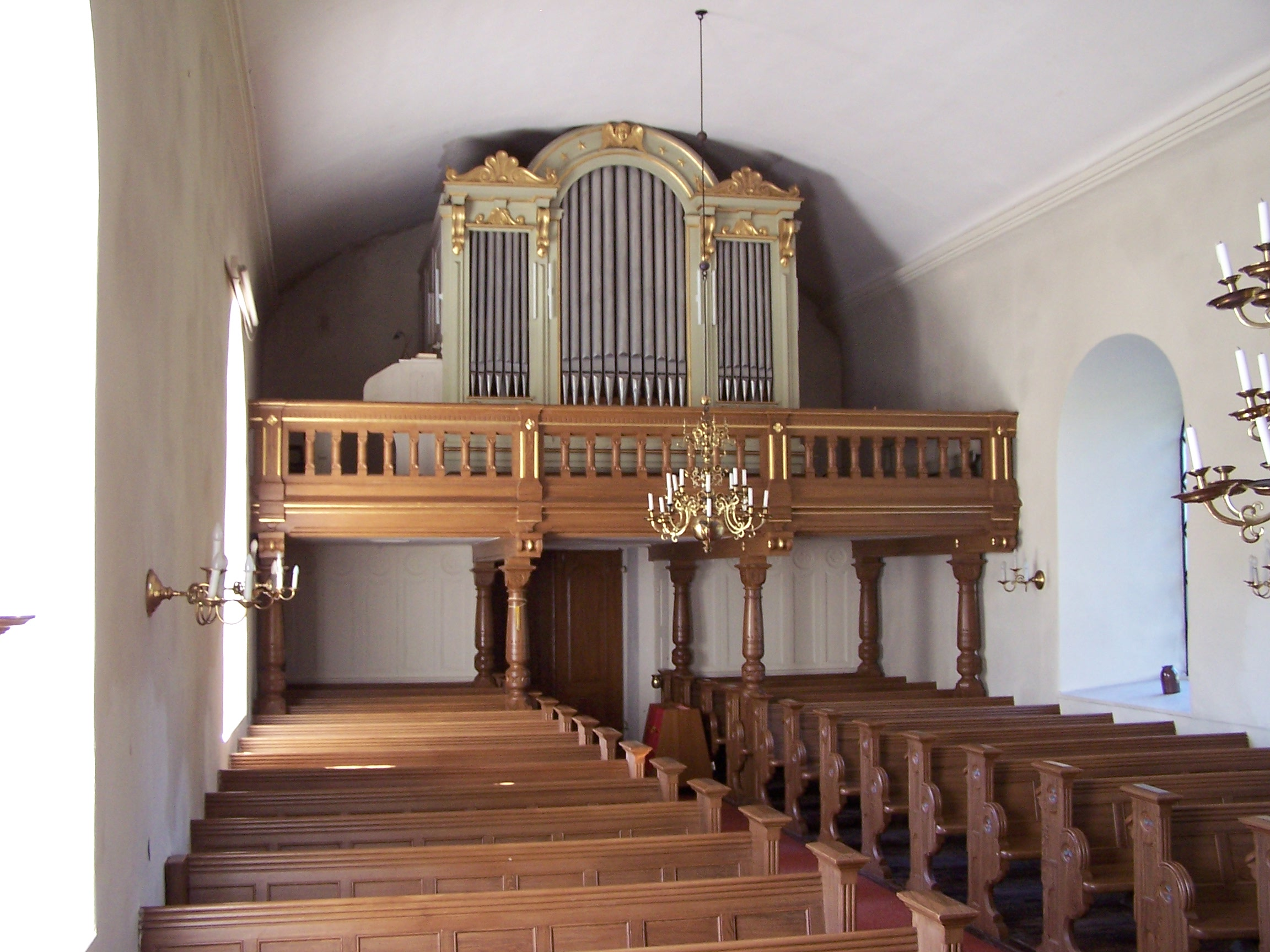
Orgelfasaden
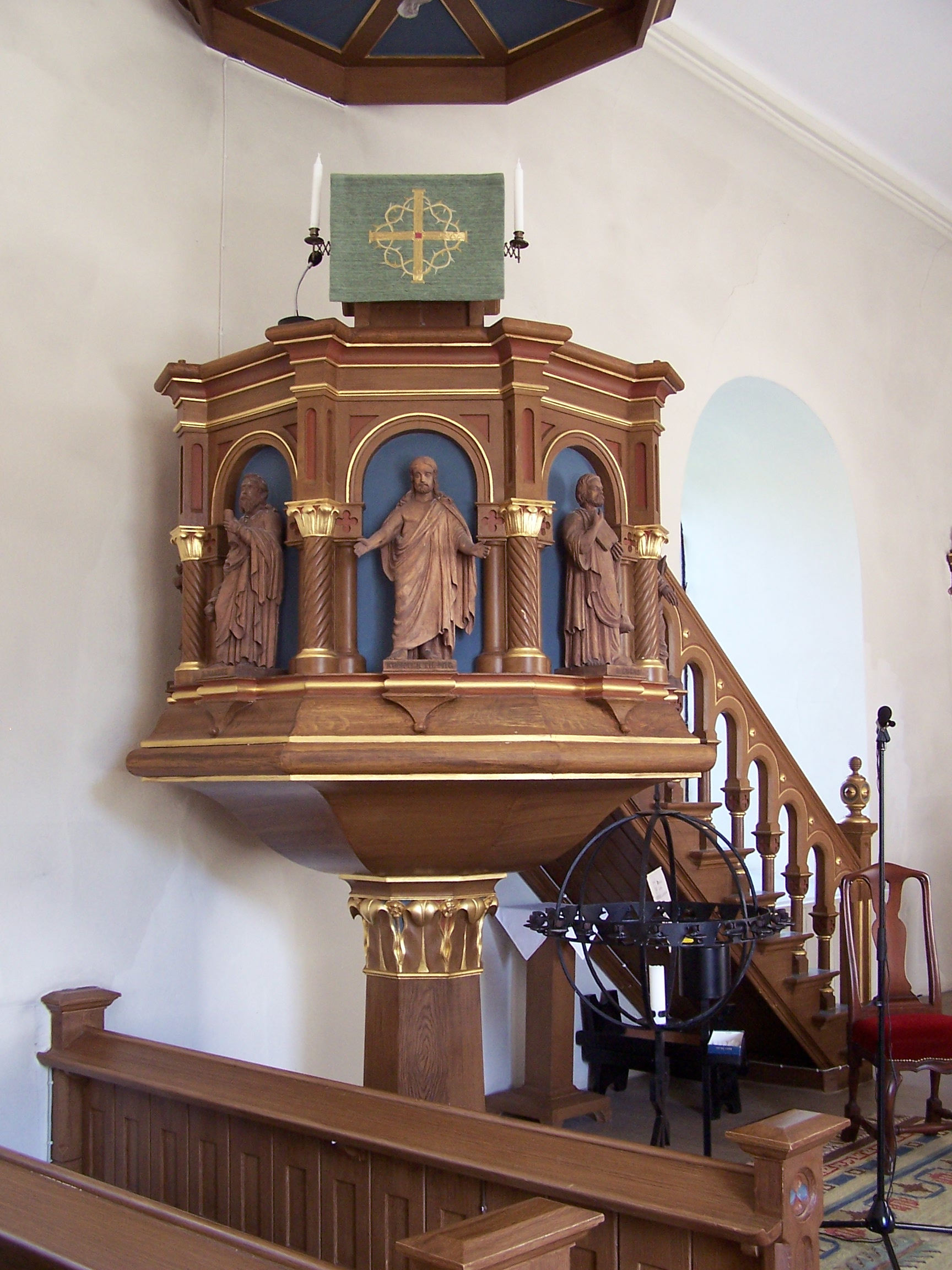
Predikstolen
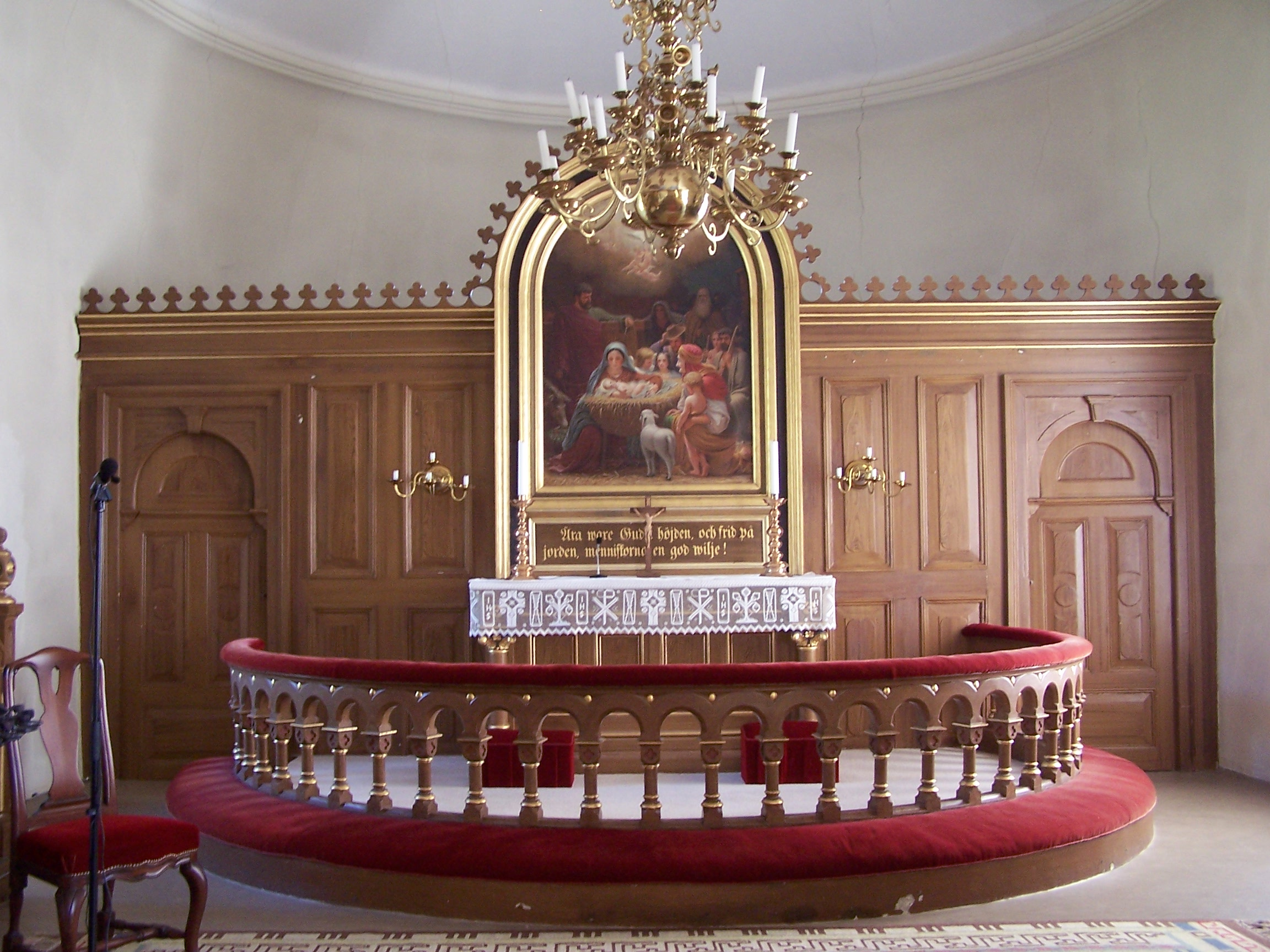
Koret

### Orgel
- En orgel blev byggd 1871 av Jöns Olsson Lundahl och Anders Victor Lundahl, Malmö, under firmanamnet "Lundahl & Son". Den hade 9 stämmor. Orgeln invigdes söndagen 26 februari 1871.[2]
- Den nuvarande orgeln från 1937 av Åkerman och Lund, har elva stämmor fördelade på två manualer och pedal. Orgelfasaden, ritades 1864 och uppfördes 1870 av Anders Victor Lundahl, Malmö. Fasaden är utförd i trä med synliga pipor indelade i tre fält. Mittfältet är rundbågigt, omges av pilastrar och kröns av en rundbåge med stjärnor och ett änglahuvud. Sidopartierna är rakslutna och kröns av volutformade konsoler och ett bjälklag krönt av en palmett. Fasaden är målad i ljust grågrön nyans med förgylld dekor.                  Åkerman & Lund, Sundbybergs stad

| Huvudverk I        | Svällverk II      | Pedal      | Koppel |
| Principal 8'       | Gedackt 8´        | Subbas 16´ | I/P    |
| Rörgedackt 8'      | Gemshorn 4'       | Gedackt 8´ | II/P   |
| Oktava 4'          | Nasard 2 2/3'     |            | II/I   |
| Rauschkvint 2 chor | Blockflöjt 2'     |            |        |
| Mixtur 3 chor      | Crescendosvällare |            |        |

## Kyrkogården

### Historik
En geometrisk avmätning över Tirup från 1708 är äldsta kända källan som beskriver kyrkogård. Kartbilden visar en rektangulär kyrkogård närmast kyrkan. Den fristående klockstapel revs och kyrkklockorna från 1747 hängdes upp i det nya kyrktornet. Vid storskiftesreformen ritade lantmätare två nya kartor över Tirups inägomark 1774 och 1776. En entré väster om kyrkan kan anas på dessa.1804 redovisas inägorna åter på en karta i samband med enskiftet. Kyrkogårdens omfattning är oförändrad. Skånska rekognosceringskartan visar kyrkan och kyrkogårdens placering landskapet mellan två vägar utan detaljer. Häradsekonomiska kartan (1910-1915) visar en större kyrkogård öster om kyrkan. 1879 utökades kyrkogården åt öster eftersom folkmängden i socknen var vid denna tid 700 personer vilket var en fördubbling mot vid seklets början.Det planterades en  trädkrans av lind under den här perioden.På ett flygfoto från 1938 syns flera omgärdade, stora gravplatser med gruslagda ytskikt söder och öster om kyrkan. 1944 planterades nu buxbomshäck på kyrkogården.
Kyrkogården omgärdas av en låg, kallmurad stenmur, ligusterhäckar och hamlade lindar mot alla väderstreck utom öster där endast häck finns.Kyrkan omges av en singelbelagd gång. Från kyrkogårdsportens metallgrindar leder en stig av betongsten mot kyrkans torn och vapenhus.  Kyrkogården har på södersidan buxbomsinramade gravar med singel. På norr och östsidan är många delar grässådda och gravarna ligger utströdda.  Stora vintergröna växter finns på några gravar. Längst ner i öster utmed häcken ligger en rad äldre gravstenar i gräsmattan. Minneslund och askgravplats finns inte.  Gravstenarna är blandade med nyare horisontella stenar, äldre bautastenar och stenar med infällda porslinsmedaljonger. Här finns både motiven ”Natten” och ”Dagen” som ritades av Bertel Thorvaldsen 1815 i Rom. Originalet var i marmor, dessa kopierades och mångfaldigades sedan i porslin.  Motivet är den personifierade Dagen som flyger och strör rosenblad, på ryggen har hon ljusets genius med fackla, en symbol för ljus och liv.

### Kulturhistoriska  och biologiska värden
Tirups kyrka med kyrkogård, gamla folkskolan är ett välbevarat sockencentrum. Platsen, med kyrkan och kyrkogården har ett traditionsvärde. På Tirups kyrkogård är titlarna lantbrukare och hustru/maka vanligast. Andra titlar vittnar om ett förindustriellt samhälle är åboen, smedmästaren och skräddaren. Svärdsman och medaljör tillhör de mer ovanliga titlarna. Soldat, husar och kapten är också militära titlar Bland samtliga titlar återfinns det endast två kvinnliga yrkestitlar, trotjänarinnan och lärarinnan. Gravplatsernas generella oregelbundenhet och varierande storlek utgör en rest av en äldre gravstruktur som ännu går att avläsa. Gravvårdar med inskriptioner som har en lokal koppling till gårds- eller bynamn har ett lokalhistoriskt värde.  Utvecklingen på 30 av kyrkogårdens träd är registrerade i Trädportalen eftersom de uppfyller Naturvårdsverkets kriterier för att räknas som särskilt skyddsvärda träd. Ett av dem fanns inte kvar vid inventeringen hösten 2017. Värdet hos de beskurna lindarna i trädkransen gäller främst i håligheterna i stammarna och de biologiska kvaliteter som beskärningen skapar hos träden med tiden. 